# Stelling van Holditch
De stelling van Holditch is een stelling uit de vlakke meetkunde. Ze werd gepubliceerd door de Brit Hamnet Holditch in 1858.

## De stelling van Holditch

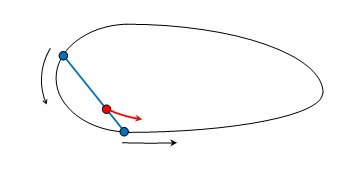
Het principe van de stelling van Holditch. De eindpunten van een lijnstuk met vaste lengte glijden over een convexe kromme. Een punt op het lijnstuk beweegt mee en creëert een nieuwe kromme. De stelling van Holditch gaat over de oppervlakte tussen de kromme gevolgd door het punt op het lijnstuk en de oorspronkelijke kromme waarover de eindpunten van het lijnstuk bewegen.

Men verbindt twee punten op een gesloten en vloeiende convexe kromme {\displaystyle K} door middel van een lijnstuk, en kiest op het lijnstuk een willekeurig punt {\displaystyle P}. Het woord vloeiend betekent dat de kromme geen hoeken bevat. Dit punt {\displaystyle P} verdeelt het lijnstuk in twee stukken met respectievelijke lengtes {\displaystyle A} en {\displaystyle B}. Vervolgens laat met de twee punten langs de convexe kromme glijden op zo'n manier dat hun onderlinge afstand, dus de lengte van het lijnstuk, constant blijft. Het punt {\displaystyle P}, dat meeglijdt beschrijft zelf een kromme {\displaystyle L}, de Holditchkromme, die binnen {\displaystyle K} ligt.
De stelling zegt dat de oppervlakte tussen de kromme {\displaystyle K} en de kromme {\displaystyle L} gelijk is aan:
{\displaystyle S=\pi AB}
Het eigenaardige van de stelling is het feit dat het verschil in oppervlakte enkel afhangt van eigenschappen van het lijnstuk, namelijk de lengtes van de twee stukken waarin het wordt onderverdeeld en niet van de oorspronkelijke kromme {\displaystyle K}. Met andere woorden: als de kromme {\displaystyle K} bijvoorbeeld in beide richtingen {\displaystyle x} en {\displaystyle y} gelijkmatig met een grote factor vergroot wordt, maar men houdt het lijnstukje en de locatie van het punt {\displaystyle P} op het lijnstuk constant, dan blijft het verschil tussen de oppervlakte omgeven door de kromme {\displaystyle K} en de oppervlakte omgeven door de kromme {\displaystyle L} gelijk. Dit kan als volgt verklaard worden: indien de kromme {\displaystyle K} in beide richtingen vergroot wordt neemt de omtrek van {\displaystyle K} toe. De kromming van {\displaystyle K} neemt hierdoor evenredig af, zodat het lijnstuk nu dichter bij {\displaystyle K} zal liggen. Het gebied tussen {\displaystyle K} en {\displaystyle L} wordt dus enerzijds langer omdat {\displaystyle K} groter wordt, maar anderzijds smaller omdat de kromming van {\displaystyle K} afneemt. Deze twee effecten compenseren elkaar.

## Voorbeeld

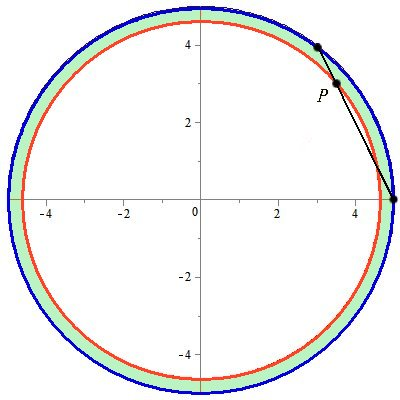
De stelling van Holditch toegepast op een cirkel.

Het enige geval dat op eenvoudige manier te berekenen valt is het geval waarbij men een cirkel als oorspronkelijke kromme {\displaystyle K} neemt. Op nevenstaande figuur staat die oorspronkelijke kromme {\displaystyle K} in het blauw. Dit is een cirkel met straal 5 rond de oorsprong. Het zwarte lijnstuk heeft een lengte {\displaystyle {\sqrt {20}}} en is onderverdeeld door het punt {\displaystyle P} in twee stukken met lengte {\displaystyle A={\sqrt {1{,}25}}} en {\displaystyle B={\sqrt {11{,}25}}}. Vervolgens laat men dit lijnstuk langs de kromme {\displaystyle K} glijden; waarbij de twee eindpunten steeds op {\displaystyle K} liggen. Het punt {\displaystyle P} beschrijft dan ook een kromme {\displaystyle L}, in dit geval een cirkel (rood). Het gebied tussen beide cirkels is volgens de stelling van Holditch gelijk aan:
{\displaystyle S=\pi AB=3{,}75\pi }
Dit kan in dit eenvoudig geval gecontroleerd worden als volgt: het punt {\displaystyle P} bevindt zich bij de start op coördinaten {\displaystyle x=3{,}5;y=3{,}0}, en dus op afstand {\displaystyle R={\sqrt {21{,}25}}} van de oorsprong. Dit is tevens de straal van de rode cirkel, die dus een oppervlakte heeft van {\displaystyle 21{,}25\pi }. Dit is inderdaad {\displaystyle 3{,}75\pi } minder dan de oppervlakte van de oorspronkelijke kromme {\displaystyle K}, de blauwe cirkel die een straal heeft gelijk aan 5.
In dit voorbeeld is de Holditchkromme {\displaystyle L} zelf ook convex, maar dit is niet altijd zo. Zo zal {\displaystyle L} bij een ellips met voldoende hoge excentriciteit een concave kromme {\displaystyle L} opleveren indien de lengte van het gebruikte lijnstuk boven een bepaalde grens uitstijgt.